# Ari Qullu Phujru
Ari Qullu Phujru (aymara, också Ari Kkollu Phujro) är ett berg i Bolivia.   Det ligger i departementet Oruro, i den västra delen av landet, 400 kilometer väster om huvudstaden Sucre. Toppen på Cerro Ari Kkollu Phujro är 4 974 meter över havet.
Terrängen runt Ari Qullu Phujru är kuperad österut, men västerut är den bergig. Trakten är glest befolkad. 